# كونتية طرابلس
كانت كونتية طرابلس (1102 - 1289) أحد الدول الصليبية. كانت الكونتية قد تأسست في المشرق في إقليم طرابلس في يومنا هذا، وفي شمالي لبنان وأجزاء من سوريا الغربية. حين استولى الصليبيون الفرنجة، معظمهم قوات فرنسية جنوبية، على الإقليم في عام 1109، أصبح بيرتراند الكونت الأول لطرابلس مقطعًا لملك طرابلس بالدوين الأول. منذ تلك الآونة فصاعدًا، كان حكم البلاد يقرر لا بصورة صارمة وضيقة عبر الوراثة بل عبر عدة عوامل، كالقوة العسكرية (الحرب الداخلية والأهلية) والمحاباة والمفاوضات. ففي عام 1289، وقعت كونتية طرابلس بأيدي المماليك المسلمين في القاهرة تحت حكم السلطان قلاوون، ودمجت الكونتية ضمن السلطنة المملوكية.

## استيلاء القوات المسيحية عليها
كان ريمون الرابع من تولوز أحد أكثر القادة الصليبيين ثراء وقوة. وحتى مع ذلك، بعد الحملة الصليبية الأولى، كان ريموند قد فشل في الاستيلاء على أي أراض في الشرق الأدنى. في تلك الأثناء، كانت قد تأسست كونتية إديسا ومملكة القدس وإمارة انطاكية. كانت طرابلس هدفًا استراتيجيًا هامًا لكونه يربط بين فرنسا في الجنوب مع النورمان في الشمال. كانت طرابلس منطقة خصبة بكثافة سكانية معقولة. في عام 1102، احتل ريموند الرابع تورتوسا (طرطوس اليوم)، وفي سنة 1103، تحضر، إلى جانب مقاتلين من الحملة الصليبية لسنة 1101، للاستيلاء على طرابلس.

### قلعة طرابلس
على حافة طبيعية، التي أطلق عليها اسم «مونس بيريغرينوس» (بالإنجليزية جبل الحج)، والتي كانت تبعد 4 كيلومتر (1.9 ميل) عن طرابلس، بدأ ريموند الرابع (الذي عرف باسم ريمون من سان جيل) بناء قلعة كبيرة، قلعة طرابلس، والتي عرفت في السابق باسم «قلعة سان جيل». على الرغم من بناء هذه القلعة الجديدة وامتلاك قوات بخبرة كبيرة، فشل حصار ريموند الرابع لطرابلس في تأمين المرفأ. وتوفي في 25 من شهر فبراير من عام 1105.

### التسلسل
كان الكونت ويليام سيرداني، ابن عم ريموند الرابع ورفيقه، قد نال دعمًا من تانكرد، أمير الجليل، إلا أن خلافته في حملة طرابلس واجهت تحديًا من قبل ابن غير شرعي لريموند الرابع، بيرتراند من تولوز. وصل بيرتراند، الذي كان قد نال دعمًا من بالدوين الأول ملك القدس، إلى الشرق الأدنى على رأس جيش كبير وأسطول ضخم من كندا. وبهدف حل قضية التعاقب، أبرم بالدوين الأول معاهدة تقسيم. حددت تلك المعاهدة أن يستولي ويليام على شمالي طرابلس وأن يظهر الولاء لتانكرد، في حين يستولي برتراند على جنوبي طرابلس بصفته مقطعًا لبالدوين. من خلال هجوم مسيحي موحد، سقطت طرابلس في 12 من شهر يوليو من عام 1109، لتستكمل بذلك مملكة بيت المقدس. حين توفي ويليام مع إصابته بسهم في القلب (يزعم البعض أنها كانت جريمة قتل)، أصبح بيرتراند أول كونت لطرابلس.

## هيكل الكونتية

### الملكيات والإقطاعيات
كان مدى كونتية طرابلس قد حدد بصورة جزئية من قبل حدود بيزنطة القائمة مسبقًا وجزئيًا عبر نصر في أرض المعركة، وقد حدت منه مطالب الولايات الصليبية المجاورة. في أوجها، سيطرت الكونتية على الخط الساحلي من ماراكلايا في الشمال حتى بيروت في الجنوب. وفي الداخل، توسعت سيطرة الكونتية وصولًا إلى قلعة الحصن. عرفت الأرض الداخلية الزراعية الغنية في فتحة حمص باسم لا بوكوي. قسمت الكونتية إلى «إمارات»، وهي مناطق كانت مبنية تقريبًا حول مرافئها الساحلية. سيطر كونت طرابلس بنفسه على مرفأ طرابلس ومحيطها. وسيطر أيضًا على إقليم قلعة مونتفيراند المعادية، وهي بعرين في يومنا هذا في سوريا، التي كانت تقع نحو الشرق. منح تقريبًا ربع الأرض التي استولي عليها حول طرابلس لجمهورية جنوة كدفعة مقابل المساندة العسكرية. ومنح أدميرال جنوة غوغليلمو إمبرياكو مدينة جبيل.

### الولاء للملك
كانت كونتية طرابلس ولاية مستقلة ذاتيًا. وعلى الرغم من إسهامه في تأسيسها، لم يسيطر بالدوين الأول بصورة مباشرة على كونتية طرابلس. ومع ذلك، كانت الكونتية تدين بالولاء والاعتراف بالولاء له، وبدوره، قدم بالدوين الدعم للكونتية في أوقات الأزمات.

### الدفاع
على الرغم من وقوعه في سهل ساحلي ضيق، كان الجبل يمتد أبعد من خط دفاع طبيعي عن طرابلس. بني العديد من حصون القلاع للدفاع عن الممرات الجبلية. وشنت القوات المسلمة (التركية والمصرية) هجومًا على كونتية طرابلس على امتداد حدودها، ولا سيما تلك الواقعة في الشرق. في عام 1137، خسر ريموند الثاني، الكونت الحاكم، السيطرة على قلعة مونتفيراند. زاد موقع المسلمين قوة حين تشكلت قوات الحشاشين (الإسماعيلية النزارية) في جبال العلويين في الشمال. في عام 1144، ومن أجل زيادة دفاعات الكونتية، ولا سيما في وجه نور الدين زنكي حاكم الموصل، منح ريموند الثاني فرسان الإسبتارية امتدادات كبيرة من أراض حدودية على طول سهل البقاع. وكان من بينها قلعة الحصن وقلعة أعزاز وقلعة تلكلخ وقلعة إل فيليس وقلعة ماردابيش. في الخمسينيات من القرن الثاني عشر، عززت قوة الدفاعات بصورة أكبر من خلال حضور فرسان المعبد في طرطوس على الشاطئ.

### الدين
في المسائل الدينية، كان المتوقع من كونتيات مملكة القدس أن تتبع قيادة بطريرك القدس للاتين. إلا أن الكونت بونس كان قد أقام تحالفًا مع أنطاكية، واعترف ببطريرك أنطاكية للاتين. وكان الأمر كذلك حتى بعد مرسوم بابوي أمر بالعكس.

## الحرب مع الإمبراطورية السلجوقية

### شايزار
كمقطع تابع لمملكة القدس، تورط برتراند كونت طرابلس في حرب مع السلاجقة الترك. في عام 1111، شن مودود، الذي كان قائدًا عسكريًا تركيًا، حملة ضد أنطاكية وإديسا. سار كونت طرابلس برتراند وملك القدس بالدوين الأول للدفاع عن المسيحيين في الشمال. ومع انضمامه إلى أمير الجليل تانكرد وكونت إديسا بالدوين الثاني في معركة شايزار، تكلل دفاعهم عن المملكة بالنجاح.

### هاب
في عام 1119، شنت الإمبراطورية السلجوقية مجددًا هجومًا ضد أنطاكية، وانتصرت في معركة ساحة الدم. إلا أن كونت طرابلس بونس وبالدوين الثاني دافعا عن أنطاكية، ودافعا بنجاح في معركة هاب عن خاصرة القوات المسيحية.

### أعزاز
في عام 1125، سار كونت طرابلس بونس ليواجه الأتراك الذي كانوا قد شنوا مجددًا هجومًا ضد إديسا، وحاصروا هذه المرة بلدة أعزاز. اجتذب بونس وبالدوين الثاني وكونت إديسا جوسلين الأول الأتراك من أعزاز إلى كمين على السهول، حين تعرضت القوات التركية لهزيمة.

## زلزال عام 1170
في 29 من شهر يونيو من عام 1170، ضرب زلزال الإقليم. وتعرضت قلعة الحصن والقلعة البيضاء وقلعة الأريمة لأضرار. ودمرت كاتدرائية القديسة مريم في بلدة طرابلس. نجم عن زلزال العام 1170 هدنة وجيزة بين نور الدين زنكي والكونتية (خلافًا لزلزال سابق أقل ضرر في عام 1157 استمر بعده القتال).

## المتنافسون
كان ألفونسو جوردان (1103 - 1148) ابن ريموند الرابع وزوجته الثالثة، إلفيرا. وعلى الرغم من أنه كان قد ولد في طرابلس، نشأ ألفونسو جوردان في فرنسا. في عام 1147، انضم ألفونسو إلى الحملة الصليبية الثانية، التي انطلقت ردًا على خسارة كونتية إديسا لمصلحة القوات التركية. توفي ألفونسو، ربما مسمومًا، في قيصرية في عام 1148. وكان قد أنجب ابنًا غير شرعي، برتراند، الذي واصل تقدمه نحو طرابلس.